# 寄せ鍋
寄せ鍋（よせなべ）は、鍋料理の一つである。汁を入れた鍋に野菜や魚介類、肉類などの様々な材料を入れて煮込むものであり、地方毎に出汁や具材が異なり、多様な種類が存在する。

## 概要
各地方の産物を具材として加えることで、特色が出る。出汁はかつお、昆布、キノコ、貝類などでとる。味付けとしては、塩、醤油、酒、味噌（赤だし、白みそ）などが一般的。具材は、白菜や葱、ニラなどの野菜類、大豆製品（豆腐、厚揚げ、揚げ）、練り物類（はんぺん、薩摩揚げ、ちくわ、かまぼこ）、海老や魚、貝、カニなどの魚介類、肉類（牛肉、鶏肉、豚肉、挽肉）、つみれ、ウィンナー、キノコ類、玉子焼きなど、ほとんど何でもアリといってよい。
鍋の種類によっては、最後に麺類（うどん、ラーメン）あるいは飯類に卵やチーズなどを入れて雑炊にし、締めとすることが定番になっている。